# Essai sur les mœurs et l'esprit des nations
Essai sur les mœurs et l'esprit des nations est une œuvre de Voltaire, publiée pour la première fois dans son intégralité en 1756.
Cette œuvre monumentale, qui comporte 197 chapitres, publiée à Genève par Cramer en 1756, est le résultat d'une quinzaine d'années de recherche effectuées par Voltaire à Cirey-sur-Blaise, à Bruxelles, à Paris, à Lunéville, en Prusse, en Alsace et à Genève. En 1769, La Philosophie de l'histoire (1765) devient le « Discours préliminaire » de l'Essai. Voltaire révisera le texte jusqu'à sa mort en 1778.
Dans cette œuvre, Voltaire aborde l'histoire de l'Europe depuis  Charlemagne jusqu'à l'aube du siècle de Louis XIV, en évoquant également celle des colonies et de l'Orient.

## Histoire éditoriale
La rédaction intermittente de l’Essai sur les mœurs débute en 1741, et se poursuit jusqu’à la mort de Voltaire en 1778.
Un premier manuscrit est envoyé au roi de Prusse en août 1742, suivi d’un second en novembre de la même année. Ils sont aujourd’hui perdus.
D’avril 1745 à juin 1746 paraissent dans Le Mercure de France un Nouveau plan d’une histoire de l’esprit humain et plusieurs chapitres épars.
Une Histoire des croisades est publiée dans la même revue de septembre 1750 à février 1751.
Après la publication du Siècle de Louis XIV en 1751, et la brouille avec Frédéric II en mars 1753, paraît en décembre 1753 chez l’éditeur Neaulme à La Haye un Abrégé de l’histoire universelle depuis Charlemagne jusqu’à Charles-Quint par Mr de Voltaire, aussitôt piraté. Non seulement cet Abrégé a été imprimé d’après une ancienne version manuscrite volée, mais il est volontairement modifié pour inclure des passages polémiques.
Voltaire réussit à convaincre de sa bonne foi, et met en chantier la première édition complète, qui paraît en 1756 chez Cramer à Genève sous le titre d’Essai sur l’histoire générale et sur les mœurs et l’esprit des nations depuis Charlemagne jusqu’à nos jours. Elle comporte 164 chapitres et un Résumé de toute cette histoire.
En 1761, Cramer publie une nouvelle édition dans laquelle Voltaire a ajouté 16 chapitres et apporté de nombreuses modifications au texte initial.
En 1764 paraît le Dictionnaire philosophique, et en 1765 La Philosophie de l’histoire. Ce dernier texte, rebaptisé Discours préliminaire, est ajouté en tête de l’édition Cramer de 1769, désormais intitulée Essai sur les mœurs et l’esprit des nations et sur les principaux faits de l’histoire depuis Charlemagne jusqu’à Louis XIII.
Voltaire y a fait des ajouts, comme il le fera pour l’édition de 1775. Un exemplaire annoté de celle-ci servira de base à Condorcet et Beaumarchais, éditeurs de l’édition posthume de Kehl, parue en 1785 et comportant 197 chapitres.

## Démarche et contenu
La vision de l’histoire de Voltaire, novatrice pour son époque, est en totale rupture avec celle de ses prédécesseurs : « Vous voulez enfin surmonter le dégoût que vous cause l'histoire moderne, depuis la décadence de l'Empire romain, et prendre une idée générale des nations qui habitent et qui désolent la terre. Vous ne cherchez dans cette immensité que ce qui mérite d'être connu de vous ; l'esprit, les mœurs, les usages des nations principales, appuyés des faits qu'il n'est pas permis d'ignorer. Le but de ce travail n'est pas de savoir en quelle année un prince indigne d'être connu succéda à un prince barbare chez une nation grossière. »
Il s’agit de réaliser un essai de synthèse de l’histoire universelle, mêlant des chapitres narratifs et des chapitres transversaux, comme l’histoire des Croisades, l’état de l’Europe à la fin du XVe siècle, ou les découvertes des Portugais.
Les mœurs sont constitués par les usages, les lois et institutions, les religions, les beaux-arts, le commerce, le climat, qui ensemble forment l’esprit du temps : « Mon but est toujours d’observer l’esprit du temps, c’est lui qui dirige les grands événements du monde. » Même si « l’histoire des usages, des lois, des privilèges, n’est en beaucoup de pays, et surtout en France, qu’un tableau mouvant. »
Une histoire uniquement narrative est donc insuffisante, et encore plus une histoire purement religieuse se limitant au judaïsme et au christianisme. En conséquence, l’Essai sur les mœurs débute par la Chine, l’Inde, et la Perse, et ne se désintéresse pas de l’Islam.

À histoire universelle, critères d’analyse universels. Voltaire analyse l’ancienneté de la société, la croyance ou non en un dieu unique, la croyance ou non en une vie après la mort, les relations du pouvoir temporel et du pouvoir spirituel, les institutions et leur rapport avec la morale. Son but est de séparer l’histoire des fables et des mythes, et pour ce faire il s’appuie, dans l’ordre, sur ce qui est certain, sur ce qui est attesté (de préférence par plusieurs sources crédibles), et sinon sur un principe de vraisemblance. Il traque aussi les contradictions chronologiques, comme celles entre les écrits de la Chine ancienne et la Bible. Cette démarche lui permet de dénoncer ses ennemis favoris : l’intolérance, la superstition, la crédulité et le fanatisme.

## Réception
Une polémique s’engage en 1762, lancée par l’ouvrage de l’abbé jésuite Nonnotte intitulé Les Erreurs de Voltaire, axé principalement sur les questions religieuses : « Cet auteur est presque toujours sans principes fixes, sans logique sûre, sans érudition véritable, et toujours sans discrétion et sans respect pour ce qui mérite le plus d’être respecté. »
Voltaire lui répond l'année suivante par des Éclaircissements historiques à l'occasion d'un libelle calomnieux sur l'Essai de l'histoire générale, ouvrage attribué fictivement à D’Amilaville. « Nonotte n'avait jamais étudié l'histoire. Pour mieux vendre son livre, il le farcit de sottises, les unes dévotes, les autres calomnieuses: car il avait ouï dire que ces deux choses réussissent. »
En 1763 également, Voltaire publie une petite brochure non signée intitulée Remarques, pour servir de supplément à l'Essai sur l'histoire générale, et sur les mœurs et l'esprit des nations depuis Charlemagne jusqu'à nos jours. Celle-ci contient 22 remarques, qui lui permettent de préciser ou développer certains sujets, et aussi de revenir sur sa méthode : « L’objet était l’histoire de l’esprit humain, et non pas le détail des faits presque toujours défigurés : il ne s’agissait pas de rechercher, par exemple, de quelle famille était le seigneur de Puiset, ou le seigneur de Montlhéry, qui firent la guerre à des rois de France, mais de voir par quels degrés on est parvenu de la rusticité barbare de ces temps à la politesse du nôtre. […] La politique est impuissante contre le fanatisme. La seule arme contre ce monstre, c'est la raison. La seule manière d'empêcher les hommes d'être absurdes et méchants, c'est de les éclairer. Pour rendre le fanatisme exécrable, il ne faut que le peindre. »

## Une introduction tardive:La Philosophie de l'histoire

### Contenu
En avril 1765 paraît chez Grasset à Genève, avec la fausse adresse de Changuion à Amsterdam, La Philosophie de l'histoire, par feu l'abbé Bazin. L'ouvrage comprend 53 chapitres et propose « une lecture philosophique de l'histoire ancienne, polémique, plus antireligieuse qu'historique. Voltaire veut y détruire l'historiographie apologétique chrétienne, celle de Bossuet et Rollin, qui prennent pour argent comptant les assertions historiques de la Bible. »
En 1769, La Philosophie de l'histoire devient l'Introduction de l'Essai sur les mœurs.

### Réception
Interdit à la vente à Paris, l'ouvrage sera condamné par l'assemblée du clergé de France, puis à Rome, Genève et en Hollande.
En réaction, l’helléniste et archéologue Pierre-Henri Larcher publie en 1767 un Supplément à la Philosophie de l'histoire de feu M. l'abbé Bazin, nécessaire à ceux qui veulent lire cet ouvrage avec fruit.
Il y défend la supériorité des civilisations grecque et romaine et attaque les Philosophes : « C’’est au mépris de la saine littérature que doivent leur existence ces prétendus beaux esprits, qu’on décore, je ne sais par quelle raison, du titre de Philosophes. » Il lance également la polémique sur des détails bibliques ou concernant l’histoire du Proche-Orient : « On est surpris de ne trouver qu’une fastueuse ignorance, qu’à la faveur d’un style brillant, il est sûr de faire passer auprès de la multitude. Ne sachant aucune des langues savantes, si l’on en excepte le latin, ignorant jusqu’aux premiers principes de la Critique, il parcourt tous les monuments de l’antiquité. Aussi ne doit-on plus être étonnés de lui voir entasser erreurs sur erreurs. »
Voltaire répond par la Défense de mon oncle, qu'il prétend rédigée par le neveu du fictif auteur de La Philosophie de l'histoire, l'abbé Bazin. Il y réfute et ridiculise de manière grinçante l’ouvrage de Larcher d’un point de vue historique, anthropologique, géologique et biologique. « Mon oncle était aussi savant que toi, mais il était mieux savant, comme dit Montaigne ; ou, si tu veux, il était aussi ignorant que toi (car en vérité que savons-nous ?) ; mais il raisonnait, il ne compilait pas. »
Larcher ne se sent pas vaincu et réplique par une Réponse à la Défense de mon oncle, précédée de la Relation de la mort de l'abbé Bazin. Il fait semblant de croire à l'annonce de la mort de l'abbé Bazin annoncée par sa sœur, laquelle avoue aussi avoir participé à la rédaction de la Philosophie de l'histoire, et enchaîne : « Je m'étais douté que ce bel ouvrage n'avait pu partir que du cerveau creux d'une vieille fille et de la tête mal organisée d'un pédant de village. »
Ce qui conduit Jean Chrysostome Larcher à publier en 1769 une Lettre à l'auteur d'une brochure intitulée : "Réponse à la défense de mon oncle".
En 1774, le philosophe allemand Johann Gottfried von Herder publie Une autre philosophie de l’histoire, dans lequel il cherche à montrer la possibilité d'une autre philosophie de l'histoire que celle développée par Voltaire. Le titre de l'ouvrage d'Herder est donc une référence directe à celui de Voltaire, le terme "philosophie de l'histoire" ayant été introduit en Allemagne en 1765 avec la publication à part du texte intitulé "La philosophie de l'histoire".

## Postérité
Ce livre fait partie de la liste des 76 œuvres que Napoléon Ier, mourant, fit mettre de côté pour son fils Napoléon II (grâce à Louis-Étienne Saint-Denis, promu bibliothécaire sur l'île de Sainte-Hélène).